# Blepharella haemorrhoa
Blepharella haemorrhoa är en tvåvingeart som beskrevs av Louis-Paul Mesnil 1970. Blepharella haemorrhoa ingår i släktet Blepharella och familjen parasitflugor.
Artens utbredningsområde är Madagaskar. Inga underarter finns listade i Catalogue of Life.